# Lajedinho
Lajedinho é um município brasileiro no interior do estado da Bahia.
Com 0,43 km², segundo o Instituto Brasileiro de Geografia e Estatística (IBGE), tem a menor área urbana da Bahia.

## História
A região foi habitada primitivamente pelos povos indígenas maracás.
No início do século XVIII, o território de Lajedinho fazia parte da sesmaria dos descendentes do mestre de campo Antônio Guedes de Brito.
O desenvolvimento da pecuária no sertão baiano estimulou o fluxo de curraleiros na sesmaria dos Guedes de Brito, o que levou ao surgimento de diversas fazendas de gado, dentre as quais se encontrava a Fazenda Lajedinho, propriedade rural do fazendeiro João Rocha Viana.
No dia 7 de dezembro de 2013, a forte chuva que atingiu o local levou ao transbordamento do canal que passa pela cidade, e consequentemente o alagamento de todo o município. A tragédia deixou 17 pessoas mortas e mais de 600 desabrigadas, além da completa destruição de 10 prédios públicos.

## População
Segundo o Censo 2022 do IBGE, a população de Lajedinho é de 3 527 habitantes, ocupando a posição 416ª na Bahia. Tem a segunda menor população no estado.